# Agave mitis
Agave mitis Mart. è una pianta succulenta della famiglia delle Asparagaceae originaria del Messico.